# Budești (župa Maramureš)
Budești je rumunská obec v župě Maramureš. Žije zde přibližně 2 900 obyvatel. Obec se skládá ze dvou částí.

## Části obce
- Budești – 2 120 obyvatel
- Sârbi – 774 obyvatel

## Pamětihodnosti
- Cerkev svatého Mikuláše – dřevěná cerkev z roku 1643 zapsaná na seznam světového dědictví UNESCO